# Forschengereuth
Forschengereuth ist eine Ortschaft im Ortsteil Mengersgereuth-Hämmern der Gemeinde Frankenblick im Landkreis Sonneberg in Thüringen.

## Geschichte
Im 13. Jahrhundert ließen sich mainfränkische Siedler nieder. Forschengereuth wird  im 1340/47 datierten Urbar Graf Heinrich VIII. von Henneberg  Forschengeruth erstmals urkundlich genannt. Der alte Handelsweg von Coburg nach Erfurt führt direkt durch diesen Ortsteil.
1923 schloss sich Forschengereuth mit den Nachbarorten Mengersgereuth, Hämmern und Schichtshöhn unter der Ortsbezeichnung Mengersgereuth-Hämmern zusammen.
Am 1. Januar 2012 wurde Forschengereuth im Zuge des Zusammenschlusses der Gemeinden Effelder-Rauenstein und Mengersgereuth-Hämmern ein Teil der Gemeinde Frankenblick.

## Dialekt
In Forschengereuth wird Itzgründisch, ein mainfränkischer Dialekt, gesprochen.